# Heorhij Mel'nikov
Heorhij Viktorovyč Mel'nikov (in ucraino Георгій Вікторович Мельніков?; Odessa, 10 marzo 1975) è un ex giocatore di calcio a 5 ed ex calciatore ucraino.

## Carriera
Con la nazionale maschile di calcio a 5 dell'Ucraina ha disputato due campionati europei (2001 e 2003), vincendo la medaglia d'argento di entrambi. 
Mel'nikov ha partecipato inoltre al FIFA Futsal World Championship 1996 in cui la selezione Ucraina è giunta al quarto posto, sconfitta nella finalina dalla Russia.

## Palmarès
- Campionato ucraino: 7

Lokomotyv Odessa: 1995-1996, 1996-1997, 1997-1998
Interkas: 1999-2000, 2002-2003
Šachtar: 2004-2005, 2005-2006
- Coppa d'Ucraina: 5

Lokomotyv Odessa: 1996-1997, 1997-1998
Interkas: 1999-2000, 2000-2001
Šachtar: 2005-2006